# مثنوي بروتين

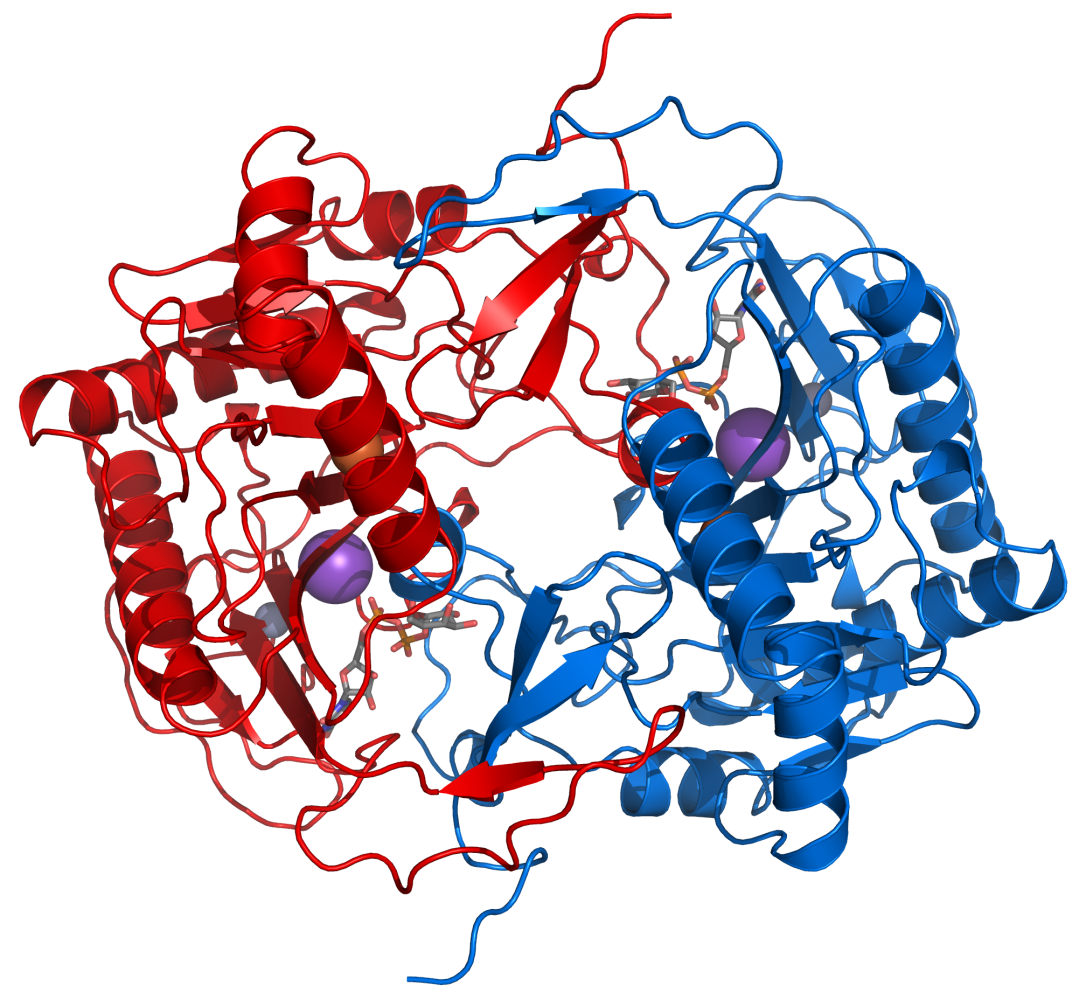
مخطط لمثنوي ناقل اليوريديل غلاكتوز-1-فوسفات في مركب مع يوريدين ثنائي الفوسفات غلاكتوز الخاص بالإشريكية القولونية. أيونات: البوتاسيوم، الزنك، والحديد ظاهرة بالبنفسجي، الرمادي والبرونزي على التوالي.

مثنوي البروتين أو بروتين ثنائى الجزىء متماثل (بالإنجليزية: Protein dimer)‏ هو مركب كبير يتشكل من ارتباط بروتينين منفردين، أو بروتينين موحودين بروابط غير تساهمية في العادة. تشكل العديد من الجزيئات الكبيرة مثل: البروتينات والأحماض النووية مثنويات. المصطلح الأجنبي ديمر يعني «ثنائي الأجزاء». مثنوي البروتين هو نوع من بنى البروتين الرابعية.
يتكون مثنوي البروتين المتجانس من بروتينين متماثلين (نسختين من نفس البروتين)، ويتكون مثنوي البروتين المتغاير من بروتينين مختلفين. أغلب مثنويات البروتين في الكيمياء الحيوية غير مرتبطة بروابط تساهمية. من الأمثلة على المثنويات المتغايرة غير المرتبطة تساهميا هو إنزيم الناسخ العكسي الذي يتكون من سلسلتين مختلفتين من الأحماض الأمينية. أحد الاستثناءات هي المثنويات المرتبطة بجسور ثنائي كبريتيد مثل المثنوي المتجانس IKBKG [الإنجليزية].
تحتوي بعض البروتينات على نطاقات متخصصة تضمن التثني (نطاقات التثني) والتخصصية.